# Подсобное хозяйство

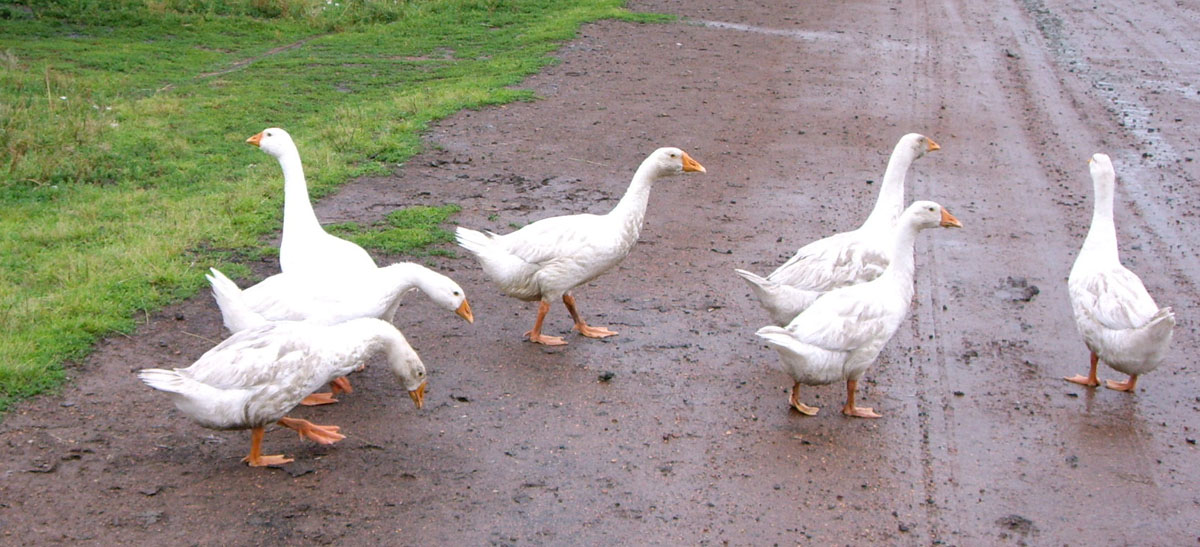
Домашние гуси на деревенской улице

Личное подсобное хозяйство (ЛПХ) — натуральное хозяйство, использовавшееся крестьянами СССР с середины 1930-х годов как источник личного пропитания. Ввиду широко проводившейся в то время политики коллективизации положение крестьян резко ухудшилось и привело к голоду, что вынудило советские власти разрешить использование приусадебных земельных участков под личное хозяйство.

## Предыстория
«Примерный устав сельскохозяйственной артели», принятый в 1935 году на Всесоюзном съезде колхозников-ударников, определял размеры приусадебной земли, находившейся в личном пользовании колхозного двора, — от 1/4 до 1/2 га (в некоторых районах до 1 га). Определялось и количество скота, которое можно было содержать в личном хозяйстве колхозника. Для районов I группы Западно-Сибирского края, например, нормы скота были таковы: 1 корова, до 2 голов молодняка, 1 свиноматка, до 10 овец и коз.
В 1930—1953 годах ЛПХ были главным источником средств к существованию для колхозников, ибо выплаты и выдачи натурой по трудодням часто были мизерны. Часть продукции (картофель, мясо, молоко) колхозники потребляли сами, часть продавали на «колхозных рынках» в городах.
В апреле 1953 года было издано постановление Совета Министров СССР № 979 «Об огородничестве рабочих и служащих», снявшее ограничения на ЛПХ в городах и посёлках. Это способствовало развитию животноводства — рабочие и служащие стали держать птицу, мелкий скот и коров в крупных населённых пунктах, продавая излишки по рыночным ценам, насыщая мясом и молоком весьма скудный послевоенный рацион горожан.
Но уже летом 1956 года Н. Хрущёв развернул масштабную компанию по борьбе с частным животноводством. Так, 27 августа 1956 года правительством СССР были выпущены два документа, сущностью которых был разгром личного подсобного хозяйства, как в городе, так и в деревне.
Первым документом был Указ Президиума Верховного Совета СССР «О денежном налоге с граждан, имеющих скот в городах» В частности пункт 2 гласил:
Налог взимается по следующим ставкам за одну голову скота в год (с 1 октября по 30 сентября): за корову — 500 рублей, свинью старше двух месяцев — 150 рублей, овцу или козу старше года — 40 рублей, рабочую лошадь — 1500 рублей, другой рабочий скот — 750 рублей.
За каждую голову скота, имеющуюся в хозяйстве сверх одной коровы или одной свиньи, или двух овец (коз), налог взимается в двойном размере.

Для желающих избежать нового обременительного побора предлагался выход из сложившейся ситуации: сдать скот государству по фиксированной цене:
Владельцы скота, продавшие продуктивный молочный скот колхозам, совхозам, подсобным хозяйствам, конторам по заготовкам и сбыту племенного и пользовательного скота Министерства сельского хозяйства СССР, а мясной крупный рогатый скот, свиней, овец и коз — в порядке государственных закупок, освобождаются от налога по ненаступившим срокам уплаты. При продаже скота отдельным гражданам и при забое скота налог взыскивается в полном размере.
Вторым документом, увидевшим свет в тот же день, было Постановление Совета Министров СССР № 1192 «О мерах борьбы с расходованием из государственных фондов хлеба и других продовольственных продуктов на корм скоту»
Цель этого документа была несколько шире, он касался не только владельцев личного скота в городе, но и жителей села. Этим постановлением было запрещено, как в городе, так и на селе, использование в качестве корма для личного скота и птицы продуктов, покупаемых в магазинах (для чего предписывалось усилить контроль за соблюдением нормы отпуска продуктов в одни руки). Но этого, по всей видимости, Хрущёву показалось мало, и для окончательной уверенности в разгроме «частнособственнических настроений» Советам Министров союзных республик было дано право запрещать «по санитарным соображениям» содержание скота в личной собственности у населения в городах (п.7), а пунктами 5, 6 и 9, для личных подсобных хозяйств, вводились «обязательные поставки сельскохозяйственных продуктов государству»
Установить следующие годовые нормы обязательных поставок: с одной коровы — 400 литров молока, с одной свиньи старше двух месяцев — 20 килограммов мяса (в живом весе) и с одной овцы или козы — 5 килограммов мяса (в живом весе). С каждой головы скота, имеющейся в хозяйстве сверх одной коровы, или одной свиньи, или двух овец (коз), обязательные поставки молока и мяса взимаются в двойном размере. Если в составе семьи граждан — владельцев скота имеются трудоспособные, не работающие в государственных предприятиях и учреждениях, в кооперативных и общественных организациях (кроме домашней хозяйки и учащихся), обязательные поставки молока и мяса повышаются на 50 процентов от установленных норм.
В случае продажи скота гос-ву, по заниженным фиксированным ценам, налог отменялся.
В стране начался массовый забой скота. В городах и пригородных посёлках, имевших платёжеспособных покупателей, было выгоднее мясо реализовать на рынке и выплатив государству налог, разницу оставить себе. Отдалённые деревни и села забивая скот, отдавали налог мясом, остальное потребляли сами.
Пропаганда фиксировала «рекорды» по заготовкам мяса, началось т. н. «хрущёвское чудо». Но уже к 1961 мясное изобилие в стране закончилось, ЛПХ были разорены, мясо и молоко исчезли из продажи, обнищавшее крестьянство массово мигрировало в города, а в ряде регионов СССР вернулись к нормированному распределению продуктов.
Менее чем через месяц после смещения Хрущёва с занимаемых постов, 4 ноября 1964 года, одиозный указ «О денежном налоге с граждан, имеющих скот в городах» был отменён. Но частное подворье так никогда уже и не восстановило своих позиций в животноводстве и молочной отрасли, СССР вошёл в историю как страна перманентного продуктового дефицита.

## Правовой статус
В Российской Федерации 7 июля 2003 года был принят Закон № 112-ФЗ «О личном подсобном хозяйстве». 30 декабря 2008 года были внесены изменения в статью 8 Закона. Доходы от личного подсобного хозяйства в РФ не облагаются налогами (если площадь ЛПХ не превышает максимального размера, устанавливаемого субъектом РФ, и не используется наёмный труд).

## Значение
После преобразования колхозов и совхозов в хозяйственные общества в начале 1990-х годов работники этих обществ сохранили за собой ЛПХ. В условиях, когда заработная плата в сельском хозяйстве России в 1990-х годах была крайне низкой или вообще не выплачивалась в течение долгого времени, роль ЛПХ вновь возросла. В 1998 году в ЛПХ было произведено 57,3 % всей сельскохозяйственной продукции в России. На 1 января 1999 года в них содержалось 34,8 % крупного рогатого скота России, 42,9 % свиней, 59,7 % коз и овец.
ЛПХ сохраняют и в настоящее время важное место в экономике РФ. Так, по данным Росстата, опубликованным в 2017 году, личные подсобные хозяйства и дачи дают до 40 % всего объёма сельхозпродукции.